# Marmarasjön
Marmarasjön (uttal: /'marmara-/; turkiska: Marmara Denizi, historiskt namn: Propontis, med betydelsen 'före Svarta havet', egentligen 'före Evxinos pontos') är ett mindre medelhav i Turkiet, på gränsen mellan Europa och Asien. Sjön sammanhänger genom sundet Dardanellerna med Medelhavet och genom Bosporen med Svarta havet. Marmarasjön är flitigt trafikerad av fartyg och omges av flera storstadsregioner; störst är Istanbul-regionen i norr.

## Geografi
Geografiskt är Marmarasjön en förbindelselänk mellan Medelhavet (via Dardanellerna) och Svarta havet (via Bosporen). Det räknas dock ibland som närmare anknutet till Medelhavet.
Marmarasjön är 210 kilometer lång och 75 kilometer bred. Arealen är 11 655 kvadratkilometer varav 182 kvadratkilometer utgörs av öar. Frånsett de båda vikarna İzmit och Gemlik i öst har det en oval form. Det största djupet, som är på 1 356 meter, finns något norr om sjöns mitt.
Marmarasjöns vatten är skiktat, och överst finns ett 15 meter tjockt ytlager av bräckt vatten från Svarta havet. Därinunder finns saltare medelhavsvatten som tillförts via Dardanellerna. Sjövattnets salthalt är i genomsnitt 22 promille; något mer än det bräckta vattnet i Svarta havet men bara två tredjedelar av Medelhavets salinitet. Liksom i Svarta havet är dock vattnet i Marmarasjön skiktat med 38 promille i bottenskiktet, vilket ligger nära salthalten i Medelhavet. Vatten från främst asiatiska tillflöden bidrar till att sänka salthalten.
Den norra anatoliska förkastningszonen som genomkorsar Marmarasjön har orsakat flera omfattande jordbävningar i modern tid.

## Öar
Öarna i sjön kan indelas i tre grupper:
- Marmaraöarna i sydväst med Marmaraön, Türkeli, Paşalimani och halvön Erdek. Sitt namn har Marmarasjön efter den stora Marmaraön där marmor (på grekiska marmara) brutits i stor utsträckning (bland annat till byggandet av Konstantinopel, dagens Istanbul). På Erdek finns berget Kapi Daĝi (782 meter).
- Kizil Adalar (Prinsöarna) ligger i nordost, nära Istanbul. De omfattar nio öar varav de största är Büyükada, Burazada, Heybeliada, Kinaliada och Sedef Adasi. Både under bysantinsk och osmansk tid sattes avpolletterade kungligheter i exil på dessa öar vilket givit ögruppen dess namn "Prinsöarna". Sedan 1800-talet har öarna utgjort populära turistmål.
- Imrali, fängelseö i sydost.